# Julieta García
María Julieta García (sinh ngày 18 tháng 4 năm 1999) là một người mẫu và hoa hậu người Argentina. Cô là Á hậu 1 Hoàn vũ Argentina năm 2021 và được chọn là đại diện cho Argentina tại cuộc thi Hoa hậu Hoàn vũ năm 2021. Hai năm sau, cô tiếp tục đại diện Argentina tại Hoa hậu Sắc đẹp Quốc tế năm 2023 và dừng chân tại top 10.

## Các cuộc thi sắc đẹp

### Hoa hậu Hoàn vũ Argentina năm 2019
García đã cạnh tranh với 21 ứng cử viên khác tại Hoa hậu Hoàn vũ Argentina 2019 tại Teatro Broadway ở Buenos Aires và dừng chân tại Á hậu 1.
Vào ngày 16 tháng 10 năm 2021, García chính thức được bổ nhiệm trở thành Hoa hậu Hoàn vũ Argentina 2021.

### Hoa hậu Hoàn vũ năm 2021
Với tư cách là Hoa hậu Hoàn vũ Argentina 2021, cô đại diện cho Argentina tại Hoa hậu Hoàn vũ 2021 ở Eilat, Israel. Cô không có mặt trong Top 16 chung cuộc.

### Hoa hậu Sắc đẹp Quốc tế năm 2023
Năm 2023, cô được chỉ định là đại diện của Argentina tại Hoa hậu Sắc đẹp Quốc tế. Cô dừng chân ở vị trí Top 10 chung cuộc.